# تایلا ناتان-ونگ

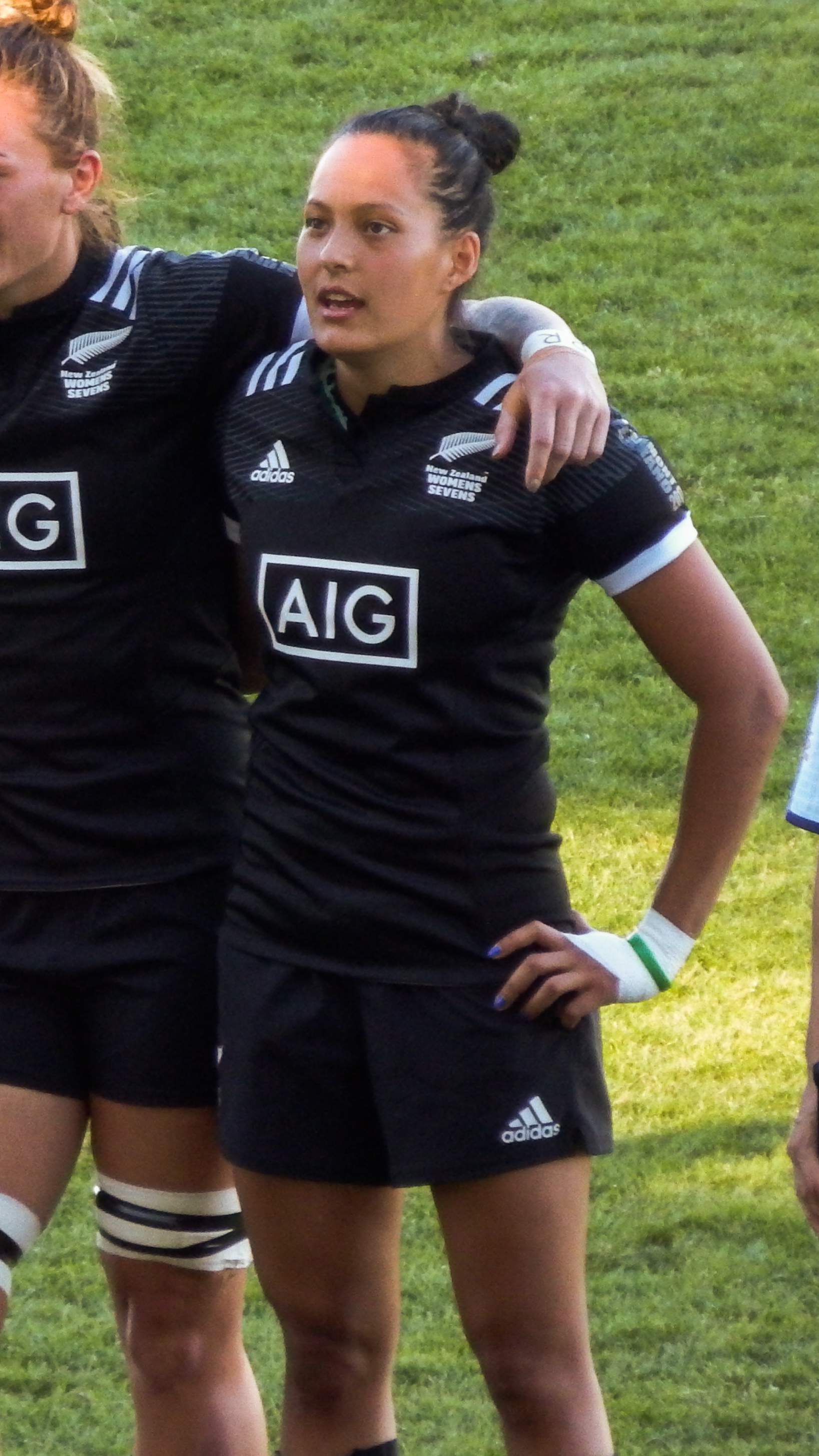
تایلا ناتان-ونگ در سال 2017

تایلا ناتان-ونگ (تایلا کینگ) (متولد ۱ ژوئیه سال ۱۹۹۴) بازیکن راگبی هفت نفره و راگبی تاچ تیم نیوزلند است. او اولین بازی خود را برای راگبی هفت نفره زنان در سال ۲۰۱۲ و در سن هیجده سالگی انجام داد و به عنوان جوانترین بازیکن انتخاب شد. او به همراه تیم هفت نفره نیوزلند در جام جهانی راگبی در سال ۲۰۱۳ موفق به کسب عنوان قهرمانی شد.
در سال ۲۰۱۵ او به عنوان یکی از بازیکنان تیم هفت نفره نیوزلند معرفی شد. وی هنگامی که در دانشگاه لاینفیلد مشغول بود ورزش راگبی را شروع کرد. وی از قبیله گاپوهی است و همچنین ملیتی چینی و اروپایی دارد. در سال ۲۰۱۳ وی برنده جایزه ورزشکار سال جونیور مائوری شد و فینالیست برای همین جایزه در سال 2014.
ناتان-وانگ برای بازی‌های المپیک تابستانی ۲۰۱۶ در تیم هفت نفره زنان انتخاب شد.